# Château de Sermenaz
Le château de Sermenaz est un château du XIXe siècle qui se dresse sur la commune de Neyron dans le département de l'Ain et la région Auvergne-Rhône-Alpes. Il succède à un ancien château datant au moins du XVe siècle.

## Situation
Le château de Sermenaz se dresse dans le département de l'Ain sur la commune de Neyron dans le quartier de Sermenaz.

## Description
Le château inclut un rez-de-chaussée et un étage, surmonté d'une toiture en ardoises sous laquelle des combles sont (partiellement) aménagées. La façade inclut un porche muni de deux colonnes et est surmontée d'un balcon avec balustres en pierre.

## Histoire
Le château date de la fin du XIXe siècle, il a été construit sur les ruines d'un ancien château dont l'existence remonte au moins au XVe siècle et sa possession par Perceval de La Balme, seigneur de La Balme, en résidence au château de Chazey-sur-Ain, alors écuyer au service de Philippe II de Savoie. Perceval de la Balme s'est particulièrement investi dans l'aménagement et la construction de l'église Saint-Didier, édifice dans lequel il a probablement été inhumé aux environs de l'année 1500.
En décembre 2014, le château est sérieusement endommagé par un incendie.